# تاکاهیرو شیموتایرا
تاکاهیرو شیموتایرا (انگلیسی: Takahiro Shimotaira؛ زادهٔ ۱۸ دسامبر ۱۹۷۱) بازیکن فوتبال اهل ژاپن است.
از باشگاه‌هایی که در آن بازی کرده‌است می‌توان به باشگاه فوتبال کاشیوا ریسول، باشگاه فوتبال توکیو، و باشگاه فوتبال کاشیوا ریسول اشاره کرد.